# Samsung Gear 360
La Samsung Gear 360 est une caméra 360° produite et vendue par Samsung Electronics. Elle est équipée de deux objectifs permettant de prendre des photos ou vidéos immersives.
Il a été publié dans le cadre de la famille d'appareils Samsung Gear . Il utilise deux caméras pour prendre des photos et des vidéos à 360 °.

## Histoire
La Samsung Gear 360 est présentée en février 2016 lors du Mobile World Congress 2016.
Elle est commercialisée en Corée du Sud et à Singapour à partir du 29 avril 2016, puis dans le reste du monde en novembre. Elle est compatible avec les Samsung Galaxy S6, Galaxy Note 5 et appareils antérieurs. Les critiques ont fait l'éloge de la facilité d'utilisation et du petit facteur de forme.
En avril 2017, une version mise à jour du Samsung Gear 360 est dévoilée, avec une définition vidéo augmentée à la 4K, une fonctionnalité de diffusion en direct et une stabilisation d'image. Elle fonctionne également avec les appareils iOS. Elle peut aussi faire des lives.